# Lenguaje de Definición de Descripción
DDL, en inglés Description Definition Language, forma parte del núcleo del estándar MPEG-7. Proporciona el fundamento descriptivo lo suficientemente sólido para que los usuarios puedan crear sus propios Sistemas de Descripción (DSs) y los Descriptores (Ds). DDL define las reglas sintácticas para expresar, combinar, extender y refinar DSs y Ds.

## Introducción
DDL no es un simple lenguaje de modelado, como el Lenguaje Unificado de Modelado (UML), sino un lenguaje de esquema para representar los resultados de datos audiovisuales, que se debe conformar a los descriptores, la descripción de esquemas y las descripciones de MPEG-7 válidos.
Los requisitos de MPEG-7 DDL son los siguientes:
- Debe ser capaz de expresar relaciones entre elementos dentro de un DS o entre DS, de carácter estructural, herencia, espacial, temporal y conceptual.
- Debe proporcionar un modelo rico de uniones y referencias entre una o más descripciones y los datos que describen.
- La aplicación y la plataforma serán independientes.
- Debe ser capaz de especificar los tipos de datos de los descriptores, tanto primarios (enteros, texto, datos, tiempo) y compuestos (histogramas, tipos enumerados).

## Historia
En 1998 el equipo de evaluación de MPEG-7 DDL, comparaba y evaluaba 10 propuestas en la convención MPEG-7 AHG Test and Evaluation, en octubre de 1998. Se concluyó que MPEG-7 DDL debía utilizar la sintaxis XML, sostener la validación estructural, coacciones relacionales y de tecleo de datos así como la expresión semántica.
Aunque ninguna de las propuestas satisfacía los requerimientos, se decidió basar el DDL en la propuesta de DSTC, con la integración de ideas y componentes de otras propuestas y contribuyentes. Además, la estrategia era continuar controlando y colaborando con esfuerzos relacionados en la comunidad W3C, especialmente los grupos de trabajo del Schema de XML, XLink, y XPath.
En mayo de 1999, XML Schema producía la primera versión de un borrador de trabajo que constaba de dos partes del lenguaje Schema:
Parte 1:
- Estructuras y Parte Esquema XML

Parte 2:
- Tipos de datos.
- Codificación preliminar de las DS Multimedia.
- Demostración de conveniencia como una base para el DDL.

Durante la 48º Convención de MPEG en Vancouver en julio de 1999 acerca de la dependencia de MPEG-7, se tomó la decisión para desarrollar un lenguaje específico y propietario de MPEG-7 en paralelo con los avances del lenguaje Schema XML. Una nueva gramática basada en la propuesta de DSTC pero con la utilización de terminología MPEG-7 y con modificaciones para asegurar una sencilla representación, basado en la gramática Backus Naur Form (BNF).
En la 51ª Convención de MPEG en Noordwijkerhout en marzo de 2000 se decidió adoptar el lenguaje Schema de XML, con extensiones específicas de MPEG-7 adicionales, como el DDL. Esta decisión se tomaba en el reconocimiento de la estabilidad creciente y la adopción extendida esperada de Schema.
Una evaluación detallada de Schema revelaba que aunque satisfacía la mayoría de requerimientos de MPEG-7, había algunos rasgos existentes que resultaban problemáticos o no eran satisfechos. Esta es la explicación a que existan ciertos rasgos de prioridad alta, que no se esperan que se implementen dentro de Schema, pero han sido implementados, como extensiones específicas de MPEG-7.